# Park Narodowy Południowych Alp Japońskich
Park Narodowy Południowych Alp Japońskich (jap. 南アルプス国立公園 Minami-Arupusu Kokuritsu Kōen) – japoński park narodowy, który został utworzony 1 czerwca 1964 r. i obejmuje ochroną przyrodę i krajobraz Południowych Alp Japońskich, a dokładniej rzecz ujmując gór Akaishi w środkowej części wyspy Honsiu (Honshū), w regionie Chūbu, na granicy prefektur: Nagano, Yamanashi oraz Shizuoka.
Na terenie parku znajduje się najwyższy w tych górach, a zarazem drugi pod względem wysokości w Japonii szczyt Kita (Kita-dake lub inaczej Shirane-san), osiągający 3193 m n.p.m. Góry te stanowią popularny obszar wspinaczkowy. Są także terenem źródłowym wielu rzek tej części Japonii. 
Powierzchnia Alp Południowych wynosi 357,52 km².

## Galeria

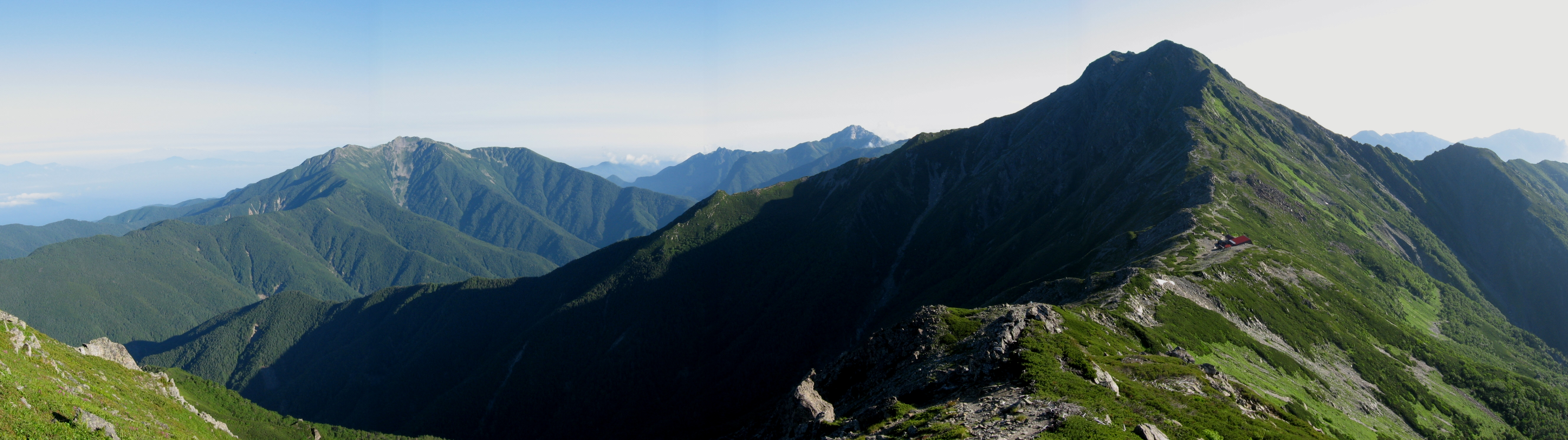
Góry Akaishi, szczyty Kita-dake i Senjō-ga-take
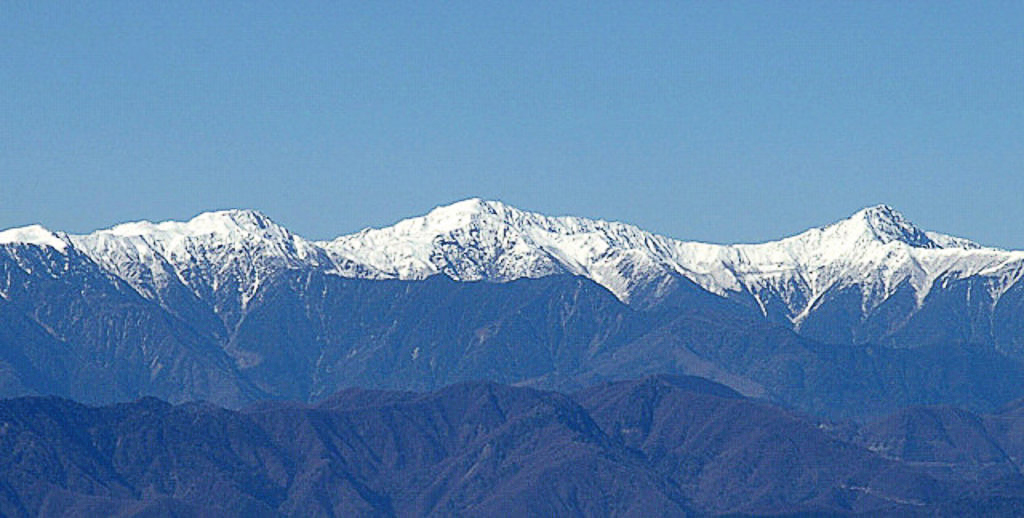
Góry Akaishi, pasmo Shirane
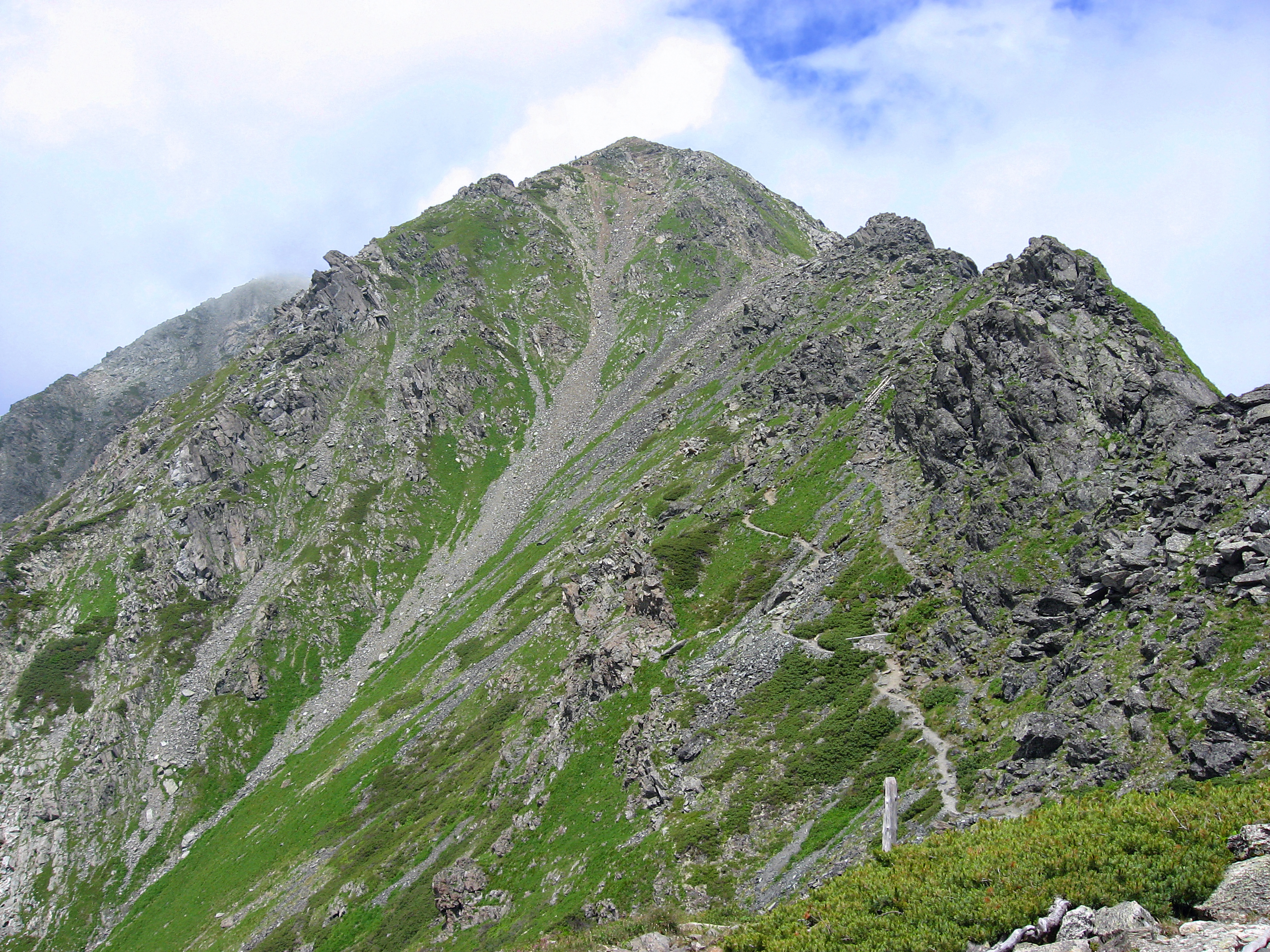
Kita, drugi pod względem wysokości szczyt japoński
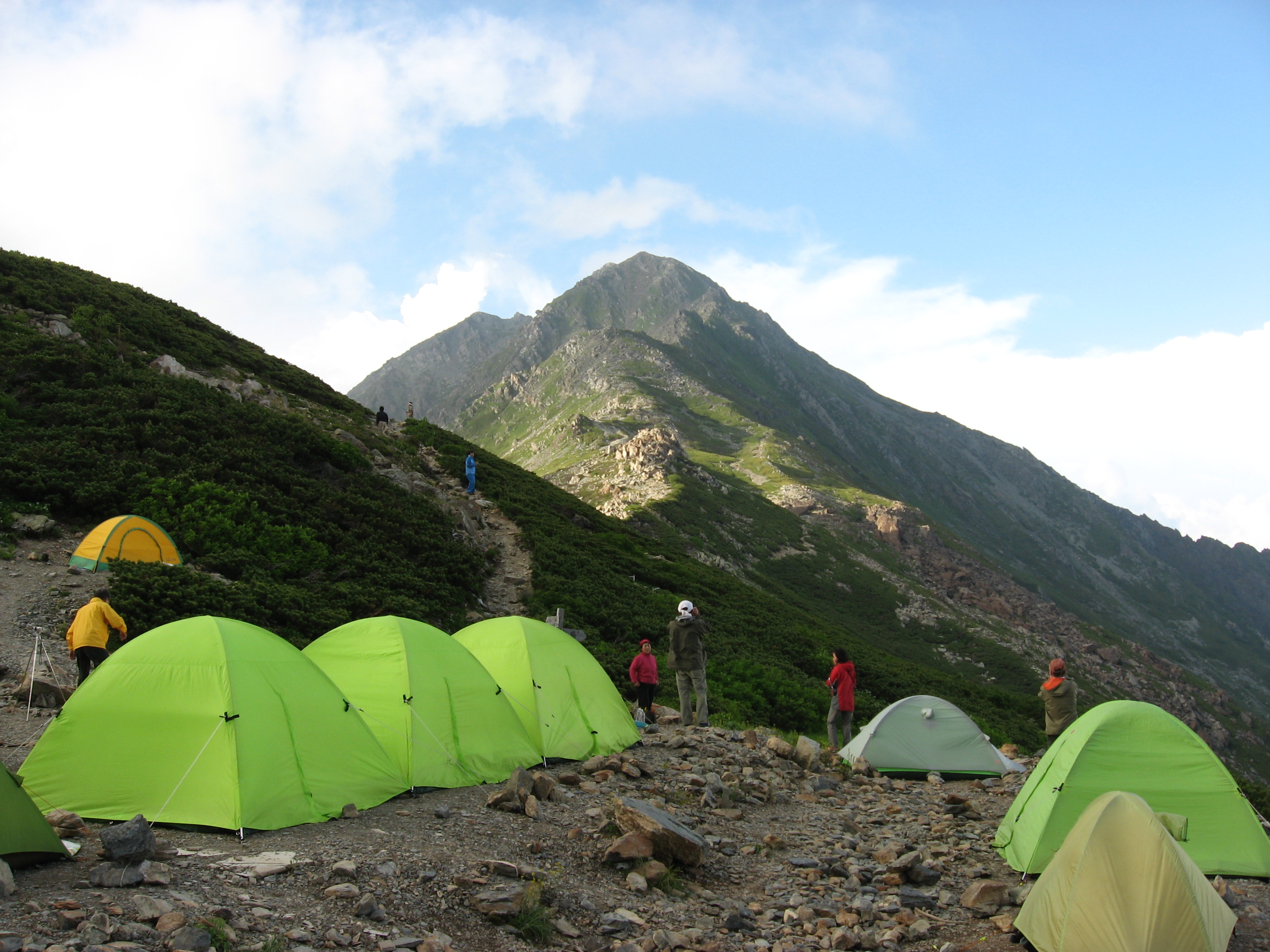
Obozowisko górskie, na tle szczytu Kita